# Sarcocapnos
Sarcocapnos – rodzaj z rodziny makowatych (Papaveraceae) i podrodziny dymnicowych Fumarioideae. Obejmuje 4 gatunki występujące w Europie na Półwyspie Iberyjskim oraz w Maroku i północno-zachodniej Algierii. Są to rośliny rosnące na stromych zboczach w szczelinach skał. 

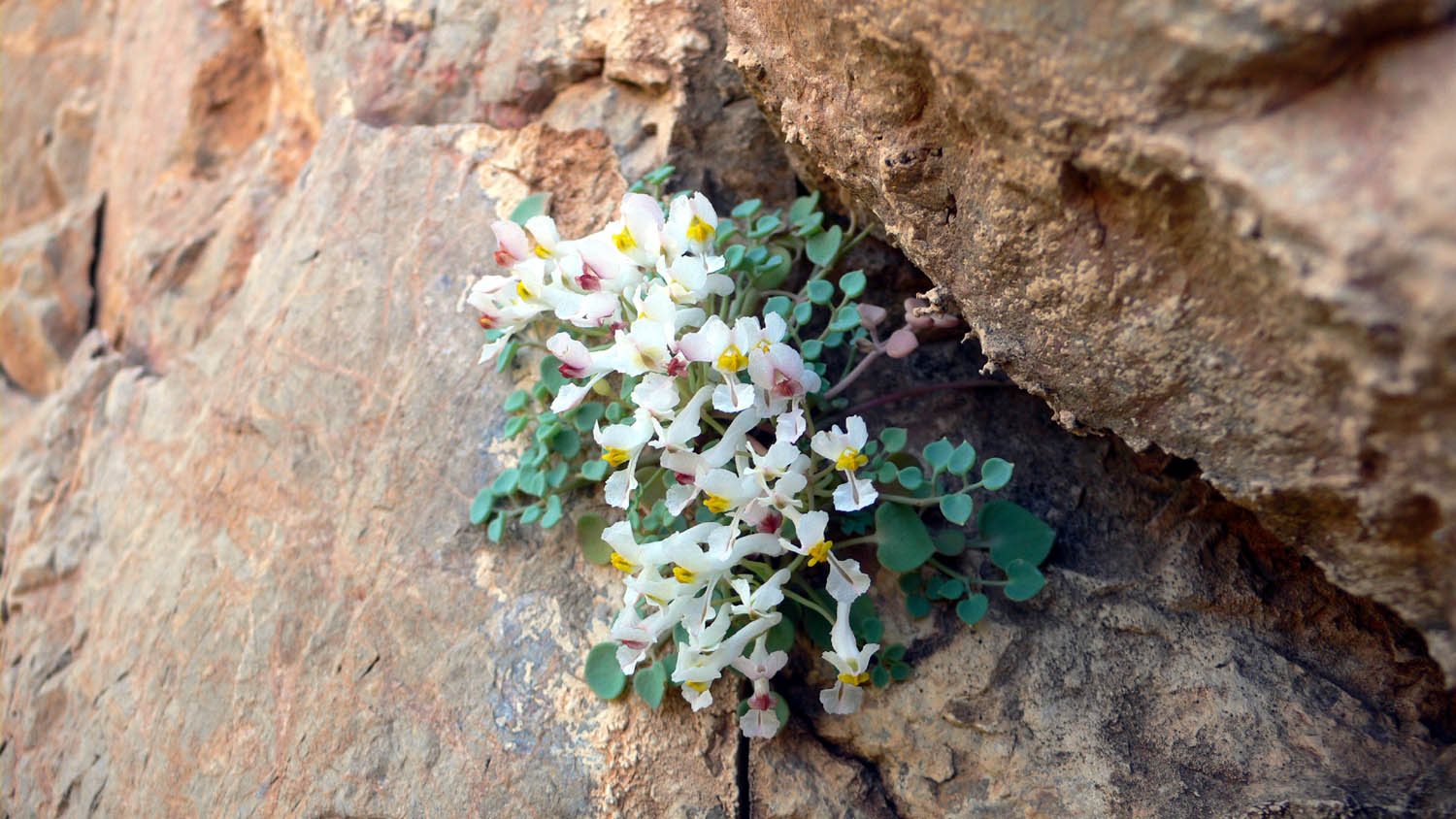
Sarcocapnos enneaphylla

## Morfologia
Gęstokępowe byliny o pędach sinych, mięsistych i łamliwych. Liście mają blaszki całobrzegie lub raz do trzykrotnie podzielone, trójdzielnie lub pierzasto. Listki sercowate u nasady. Kwiaty grzbieciste, wyrastające na długich szypułkach w groniastych kwiatostanach. Płatki korony białe lub jasnoróżowe z żółtymi, wywiniętymi końcami. Owoc jest spłaszczony, owalnie-eliptyczny, zawiera zwykle 2 nasiona. Podczas owocowania szypułki wydłużają się i owoce wciskane są w podłoże przy roślinie macierzystej.

## Systematyka
Pozycja systematyczna według Angiosperm Phylogeny Website (aktualizowany system APG III z 2009)
Rodzaj z podrodziny dymnicowych Fumarioideae, rodziny makowatych Papaveraceae zaliczanej do rzędu jaskrowców (Ranunculales) i wraz z nim do okrytonasiennych. 
Wykaz gatunków
- Sarcocapnos baetica Nyman
- Sarcocapnos crassifolia DC.
- Sarcocapnos enneaphylla DC.
- Sarcocapnos saetabensis Mateo & Figuerola